# Saligny-sur-Roudon
 Saligny-sur-Roudon  là một xã ở tỉnh Allier thuộc miền trung nước Pháp.